# Фама
Фама (грч. Φημη) (лат. Fama) је кћерка богиње земље Геје, оличење лажних вести и гласина.

## Митологија
Фаму чешће помињу римски песници неголи грчки, а она је по њима била страшна перната неман са великим крилима и дугачким и хитрим ногама. Имала је онолико језика, очију и ушију колико је на себи имала пера, а нико се није могао мерити са њом у томе колико се могла надувати. 
Фама је ширила панику и утеривала страх у кости људима, и ноћи и дању, а нарочито у већим градовима.
Виргилије каже за Фаму:
- „Измишљотине ширећи и лажи, али и истину откривајући тако...“

Хорације каже:
- „Пришапнуте гласине које долазе и нестају незнано где...“

Фама је становала на брду, у виској тврђави без врата и прозора. Била ј отворена на све стране да би у њу несметано могли улазити њени помоћници, оличени у измишљеним вестима, судбоносним заблудама, безразложним радостима, лаковерности, грозе и страха.
Фама није нестала све до данашњих дана, из латинског језика се проширила у готово све европске језике, и реч „фама“ не звучи никоме непознато и страно.